# Nikolaj Foss
Nikolaj Foss eller Nick Foss er en dansk musikproducer. Han arbejdede for EMI Denmark i 19 år, og nåede at blive A&R. 
I 2004 var han medgrundlægger på Copenhagen Records og i 2005 var han medgrundlægger af Mermaid Records.
Han har produceret en lang række albums, heriblandt flere for D-A-D, Dizzy Mizz Lizzy og Tim Christensen. Han har modtaget tre Danish Music Awards for Årets Danske Producer (i hhv. 1992, 1993 og 1997).

## Hæder
Danish Music Awards
| År   | Modtager/nomineret arbejde    | Pris                  | Resultat |
| ---- | ----------------------------- | --------------------- | -------- |
| 1992 | For D-A-D's Riskin' It All    | Årets Danske Producer | Vundet   |
| 1993 | For The Sandmen Sleepyhead    | Årets Danske Producer | Vundet   |
| 1997 | For Dizzy Mizz Lizzys Rotator | Årets Danske Producer | Vundet   |

## Diskografi som producer
For D-A-D
- No Fuel Left for the Pilgrims (1989)
- Good Clean Family Entertainment You Can Trust (1995)
- Simpatico (1997)
- Everything Glows (2000)
- Soft Dogs (2002)
- DIC.NII.LAN.DAFT.ERD.ARK (2011)
- Speed of Darkness (2024)

For Dizzy Mizz Lizzy
- Dizzy Mizz Lizzy (1994)
- Rotator (1996)
- Forward in Reverse (2016)

For OneTwo
- OneTwo	(1986)
- Hvide Løgne (1989)
- Getting Better (1993)

For Tim Christensen
- Secrets on Parade (2000)
- Honeyburst (2003, executive producer)
- Superior (2008)

For Martin Brygmann
- Brygmann's Bedste Sange (2009)
- De fleste ulykker sker med lemmet (2011)

For Ibens
- Ibens (1997)
- Maskulin (1998)

For Rasmus Nøhr
- Rasmus Nøhr (2004)
- Lykkelig smutning (2006)
- Fra kæreste til grin (2010)

Andre
- Back to Back - Crackstreet (1989)
- Black City - Fire (2013)
- Niels Brinck - Brinck (2008)
- Sko/Torp - Heartland (2010)
- The Sandmen - Sleepyhead (1993)